# Горбачёв (водка)
Водка Горбачёв (нем. Wodka Gorbatschow) — марка водки, которая производится в Берлине с 1921 года. Она принадлежит компании Henkell Freixenet и с ноября 2021 года входит в состав Brüder Oetker Beteiligungen KG. Хотя многие ошибочно считают, что бренд назван в честь бывшего главы советского государства и партийного деятеля Михаила Горбачёва, однако, на самом деле, компания носит имя своего основателя — эмигранта первой волны Льва Леонтьевича Горбачёва.

## История
Лев Горбачёв (Лев Леонтьевич Горбачёв), управляющий (?) водочного завода в Петрограде, бежал со своей семьёй в Берлин после Октябрьской революции, где 28 апреля 1921 года  получил разрешение на производство водки. Название бренда, характерная бутылка, напоминающая луковичный купол русской православной церкви, и синяя этикетка были созданы в 1923 году. Офис компании L. Gorbatschow & Co («Л. Горбачёв и Компания») первоначально располагался на берлинской улице Унтер-ден-Линден, позже на Байройтер-штрассе. 
В 1928 году единоличным владельцем стал партнёр Льва Горбачёва Йозеф Крамер. Штаб-квартира компании, переименованной в Gorbachev Liqueurs J. Kramer & Co. («Ликёры Горбачёва Й. Крамера и Компании»), располагалась на Ансбахерштрассе в Шенеберге. 
В 1938 году компания была ликвидирована как еврейская, после чего в ходе ариизации её возглавил фармацевт и доктор медицины Отто Людвиг Хейнен. С 1942 года предприятие носило название Gorbatschow-Liköre Dr. Heinen u. Barth. Хайнен был членом Ваффен-СС с 1939 года и стал оберштурмфюрером СС в 1940 году. В 1943 году, по приказу рейхсфюрера СС, он был разжалован в рядовые за пьянство и направлен служить в дивизию «Мёртвая голова». В рамках денацификации Хайнен был интернирован до 1946 года и был сочтён непричастным к серьёзным преступлениям.

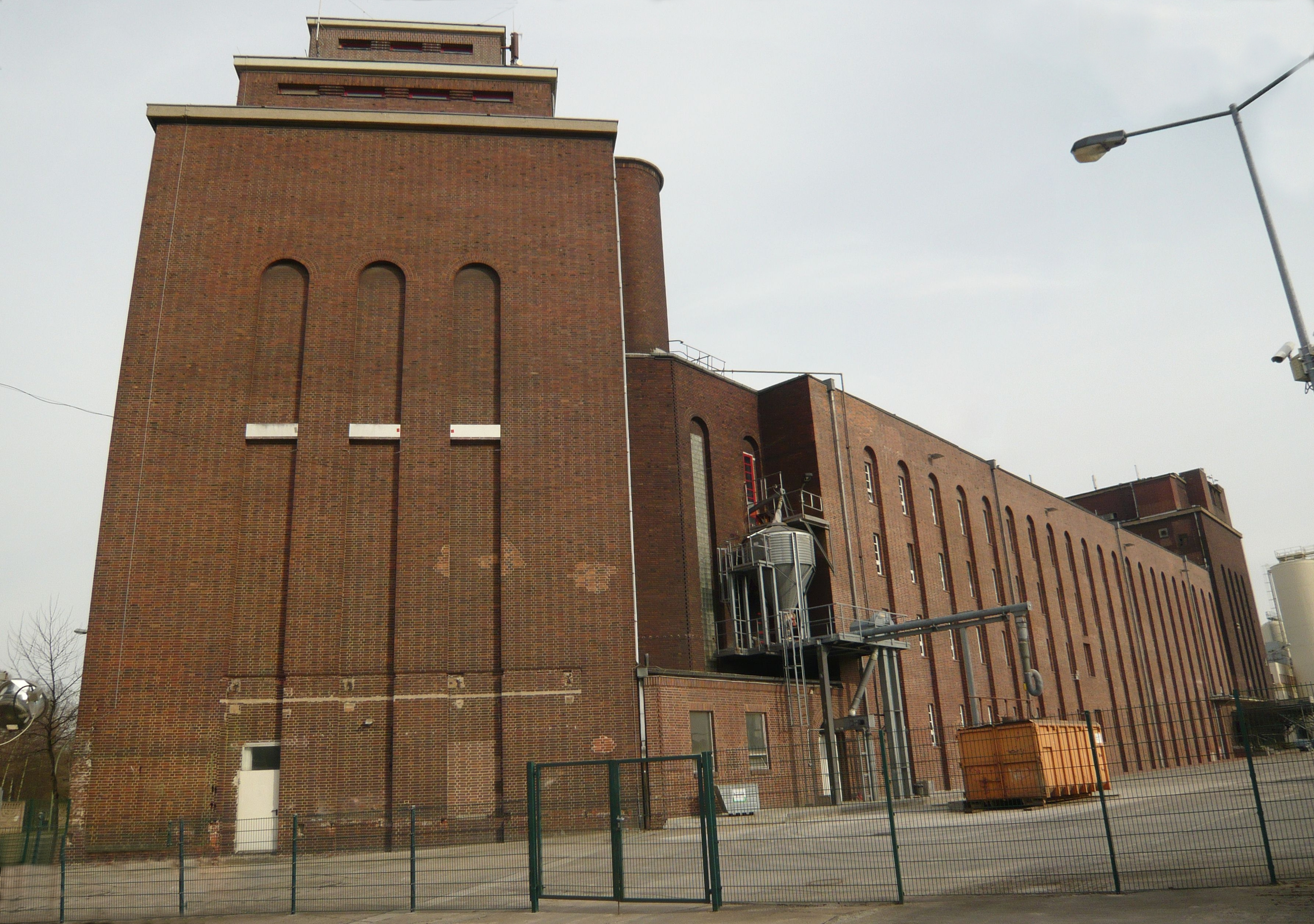
Здание пивоварни Berliner-Kindl-Schultheiss, в которой расположено производство компании

После войны компания называлась Gorbatschow-Liköre Dr. Heinen & Co, а её  штаб-квартира находилась на Иммануэль-кирх-штрассе в Восточном Берлине. В 1950-х годах компания базировалась в западноберлинском районе Фриденау; её возглавлял Артур Барт, который начал работать к компании ещё до войны. В 1960 году контрольный пакет акций компании, которая в то время называлась Gorbatschow-Wodka Arthur Barth, приобрела компания Söhnlein Rheingold KG. Позже штаб-квартира компании Gorbatschow Wodka GmbH располагалась в районе Шарлоттенбург. 
До 2012 года Дом Горбачёва принадлежал Берлинскому техническому университету, а сейчас является частью офисного комплекса. 
В 1990-х годах штаб-квартира компании располагалась на Киенхорстштрассе в  Райникендорфе, где компания Corona, принадлежащая фирме Edeka, ранее производила спиртные напитки. Производство сегодня осуществляется на пивоварне Berliner-Kindl-Schultheiss на Индира-Ганди-штрассе в берлинском районе Альт-Хоэншёнхаузен. В 2021 году «Водка Горбачёв» стала самой продаваемой водкой, произведённой в Германии (22,5 миллиона бутылок 1/1).

## Слоган «Чистая душа водки»
С 1975 года водка «Горбачёв» продавалась в ФРГ под лозунгом «Чистая душа водки» (нем. Des Wodkas reine Seele), который отсылает к клише «русская душа» и стал нарицательным. Согласно сообщению журнала Spiegel, этот лозунг появился после того, как советские производители водки вышли на рынок Западной Германии.

## Производственный процесс
По оригинальному семейному рецепту Горбачёвых водку дважды фильтровали через древесный уголь, с 2007 года применяется тройная холодная фильтрация, при которой водку трижды фильтруют через активированный уголь. Четверная холодная фильтрация применяется непрерывно с 2015 года.